# Jeux-lès-Bard
 Jeux-lès-Bard  là một xã ở tỉnh Côte-d’Or trong vùng Bourgogne-Franche-Comté, phía đông nước Pháp. Xã Jeux-lès-Bard nằm ở khu vực có độ cao trung bình 230 mét trên mực nước biển.